# Arméfördelning

Natosymbolen för en arméfördelning eller en division.

Arméfördelning eller fördelning var under 1900-talet inom svenska armén beteckning på ett större militärförband, omfattande två eller flera brigader, ett artilleriregemente, en ingenjörbataljon, en luftvärnsbataljon, en sambandsbataljon och en transportbataljon.

## Historik

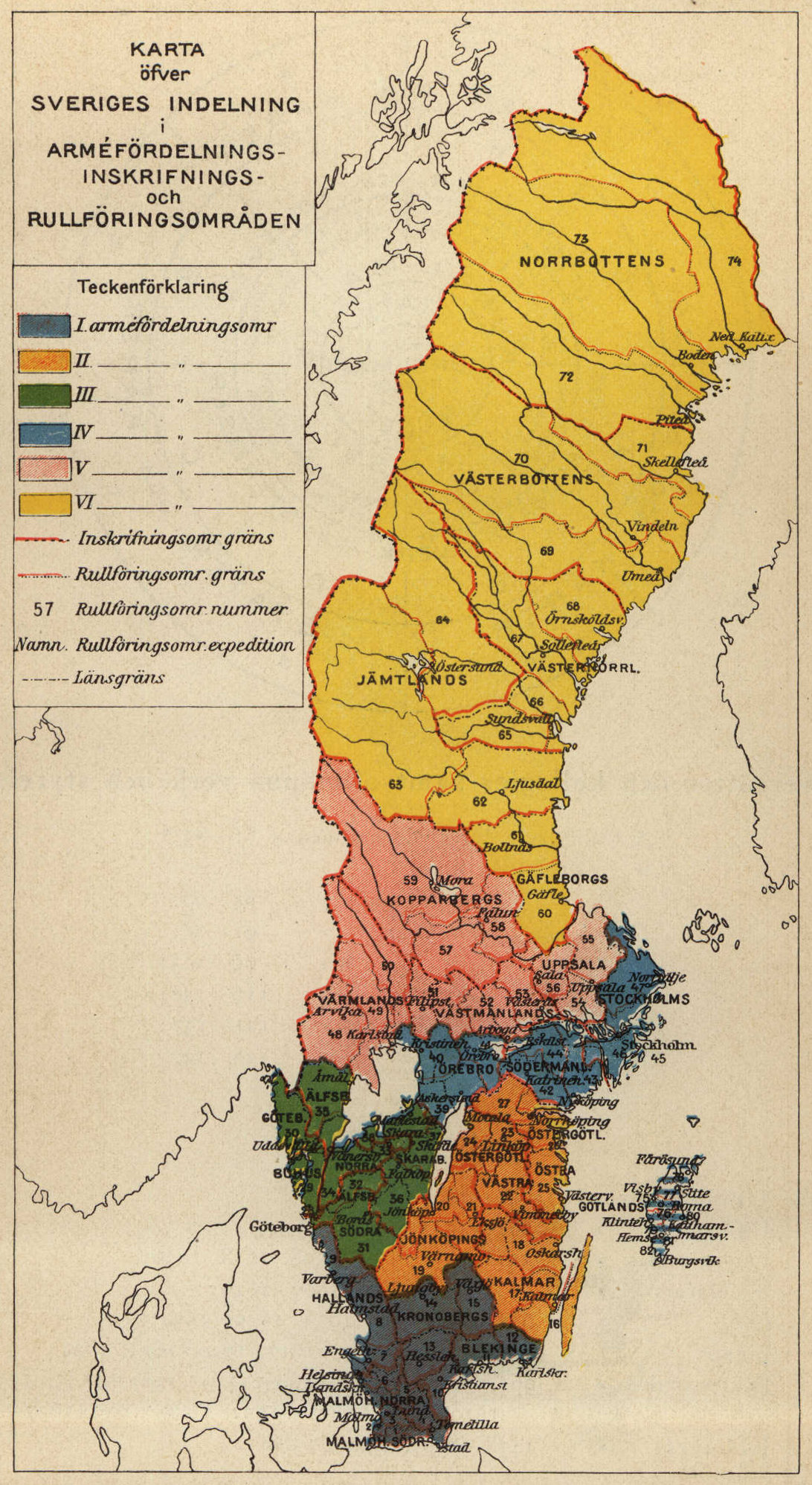
Sveriges arméfördelningsområden 1908.

En arméfördelning motsvarar division i många länders arméer, och det har varit vanligt att även på svenska använda ordet "division" när man avser utländska snarare än svenska förband. De sista fördelningarna utgick ur krigsorganisationen genom försvarsbeslutet 2000 och ersattes mellan åren 2000–2004 som en övergångsperiod av 1. mekaniserade divisionen.
Begreppet arméfördelning (ursprungligen endast fördelning) började användas efter 1800-talets början, och infördes 1889 som benämning även i fredstida organisation. Arméfördelningarna ersatte den fredstida indelningen i militärdistrikt som användes åren 1833–1888. Åren 1889–1892 benämndes arméfördelningens territoriala område för militärdistrikt, men detta slopades från och med 1893 då en arméfördelnings territoriala område fick benämningen arméfördelningsområde.

## Svenska arméfördelningar
Genom 1942 års försvarsbeslut kom I.–IV. militärområdena att mobilisera två fördelningar vardera, medan V. och VI. militärområdena mobiliserade varsin arméfördelning. Den 1 oktober 1966 ändrades det romerska tecknet i beteckningen på arméfördelningarna till arabiska tecken. Genom försvarsbeslutet 1977 reducerades arméfördelningarna med två staber. Genom försvarsutredning 1988 reducerades arméfördelningarna med två staber. Genom försvarsbeslutet 1996 reducerades arméfördelningarna med tre staber, då de tre militärområdena skulle mobilisera varsin arméfördelning. Genom försvarsbeslutet 2000 upplöstes de tre sista arméfördelningarna, och ersattes av 1. mekaniserade divisionen.

### 1893–1927
| Arméfördelning         | Fredstida stabsort    | Aktiv     |
| ---------------------- | --------------------- | --------- |
| I. arméfördelningen    | Helsingborgs garnison | 1893–1927 |
| II. arméfördelningen   | Linköpings garnison   | 1893–1927 |
| III. arméfördelningen  | Skövde garnison       | 1893–1927 |
| IV. arméfördelningen   | Stockholms garnison   | 1893–1927 |
| V. arméfördelningen    | Stockholms garnison   | 1893–1927 |
| VI. arméfördelningen   | Östersunds garnison   | 1893–1927 |
| Gotlands militärområde | Visby garnison        | 1937–1941 |

### 1928–1936
Åren 1928–1936 bestod en arméfördelning i regel av fyra infanteriregementen, ett kavalleriregemente, ett artilleriregemente och en trängkår, samt i vissa fall truppförband ur artilleriet, ingenjör- och intendenturtrupperna. Inom respektive arméfördelning fanns ett militärområde, vilket leddes av en militärområdesbefälhavare. Militärområdesbefälhavaren var territoriell chef, men underställd chefen för arméfördelningen.
| Arméfördelning               | Fredstida stabsort    | Aktiv     |
| ---------------------------- | --------------------- | --------- |
| Övre Norrlands militärområde | Bodens garnison       | 1928–1936 |
| Norra arméfördelningen       | Östersunds garnison   | 1928–1936 |
| Östra arméfördelningen       | Stockholms garnison   | 1928–1936 |
| Östra brigaden               | Linköpings garnison   | 1928–1937 |
| Västra arméfördelningen      | Skövde garnison       | 1928–1936 |
| Södra arméfördelningen       | Helsingborgs garnison | 1928–1936 |
| Gotlands militärområde       | Visby garnison        | 1928–1936 |

### 1937–1942
| Arméfördelning         | Fredstida stabsort    | Aktiv     |
| ---------------------- | --------------------- | --------- |
| I. arméfördelningen    | Helsingborgs garnison | 1937–1942 |
| II. arméfördelningen   | Östersunds garnison   | 1937–1942 |
| III. arméfördelningen  | Skövde garnison       | 1937–1942 |
| IV. arméfördelningen   | Stockholms garnison   | 1937–1942 |
| Övre Norrlands trupper | Bodens garnison       | 1937–1942 |
| Gotlands trupper       | Visby garnison        | 1937–1942 |

### 1942–1966
| Beteckning | Arméfördelning         | Militärområde        | Fredstida stabsort     | Aktiv     |
| ---------- | ---------------------- | -------------------- | ---------------------- | --------- |
| I. förd    | I. arméfördelningen    | I. militärområdet    | Kristianstads garnison | 1942–1966 |
| II. förd   | II. arméfördelningen   | II. militärområdet   | Östersunds garnison    | 1942–1966 |
| III. förd  | III. arméfördelningen  | Södra militärområdet | Skövde garnison        | 1942–1966 |
| IV. förd   | IV. arméfördelningen   | IV. militärområdet   | Strängnäs garnison     | 1942–1966 |
| XI. förd   | XI. arméfördelningen   | I. militärområdet    | Ystads garnison        | 1942–1966 |
| XII. förd  | XII. arméfördelningen  | II. militärområdet   | Östersunds garnison    | 1942–1966 |
| XIII. förd | XIII. arméfördelningen | I. militärområdet    | Kristianstads garnison | 1942–1966 |
| XIV. förd  | XIV. arméfördelningen  | IV. militärområdet   | Linköpings garnison    | 1942–1966 |
| XV. förd   | XV. arméfördelningen   | VI. militärområdet   | Bodens garnison        | 1942–1966 |
| XVI. förd  | XVI. arméfördelningen  | V. militärområdet    | Karlstads garnison     | 1942–1966 |

### 1966–2000
| Beteckning | Arméfördelning               | Heraldiskt vapen | Militärområde                 | Fredstida stabsort     | Aktiv     |
| ---------- | ---------------------------- | ---------------- | ----------------------------- | ---------------------- | --------- |
| 1. förd    | 1. arméfördelningen          |                  | Södra militärområdet          | Kristianstads garnison | 1966–1991 |
| 2. förd    | 2. arméfördelningen          |                  | Nedre Norrlands militärområde | Östersunds garnison    | 1966–1978 |
| 2. förd    | Nedre norra arméfördelningen |                  | Norra militärområdet          | Östersunds garnison    | 1994–1997 |
| 3. förd    | Västra arméfördelningen      |                  | Södra militärområdet          | Skövde garnison        | 1966–1997 |
| 4. förd    | Östra arméfördelningen       |                  | Mellersta militärområdet      | Strängnäs garnison     | 1966–2000 |
| 6. förd    | Övre norra arméfördelningen  |                  | Norra militärområdet          | Bodens garnison        | 1994–1997 |
| 6. förd    | Norra arméfördelningen       |                  | Norra militärområdet          | Bodens garnison        | 1998–2000 |
| 11. förd   | 11. arméfördelningen         |                  | Södra militärområdet          | Ystads garnison        | 1966–1991 |
| 12. förd   | 12. arméfördelningen         |                  | Nedre Norrlands militärområde | Östersunds garnison    | 1978–1994 |
| 13. förd   | Södra arméfördelningen       |                  | Södra militärområdet          | Kristianstads garnison | 1966–2000 |
| 14. förd   | Mellersta arméfördelningen   |                  | Mellersta militärområdet      | Linköpings garnison    | 1966–1997 |
| 15. förd   | 15. arméfördelningen         |                  | Övre Norrlands militärområde  | Bodens garnison        | 1966–1994 |
| 16. förd   | 16. arméfördelningen         |                  | Bergslagens militärområde     | Karlstads garnison     | 1966–1978 |